# Gianmauro Cozzi
Gianmauro Cozzi (Cerro Maggiore, 22 marzo 1967) è un disegnatore e illustratore italiano.

## Carriera
Inizia la carriera professionale dopo un diploma alla Scuola di Fumetto di Milano come illustratore di pubblicità e libri per l'infanzia. Nel 1989 inizia la sua collaborazione con la Sergio Bonelli Editore, per cui disegna alcune storie di Nathan Never e del suo spin-off Legs Weaver, oltre ad occuparsi della colorazione delle copertine degli albi di Zagor
Dopo alcuni anni di collaborazione con l'editore Bonelli, entra a far parte dello studio Artigiani delle Nuvole, con cui collaborano anche altri disegnatori e sceneggiatori italiani (tra cui i fondatori Mirko Perniola, Tino Adamo e Fabio Mori), per cui realizza i disegni del primo numero della serie medioevale Anno Domini, pubblicato nel giugno 2001.
Per la Bonelli ha curato il mecha design otto/novecentesco della miniserie Greystorm, di cui è stato anche l'autore delle 12 copertine.